# Sigurður Ingi Jóhannsson
Sigurður Ingi Jóhannsson (ur. 20 kwietnia 1962 w Selfoss) – islandzki polityk i lekarz weterynarii, parlamentarzysta i minister, od 2016 przewodniczący Partii Postępu, w latach 2016–2017 premier Islandii.

## Życiorys
Z wykształcenia lekarz weterynarii, absolwent Kongelige Veterinær- og Landbohøjskole w Kopenhadze. Pracował w rolnictwie, następnie jako lekarz weterynarii. Działał w samorządzie miejscowości Hrunamannahreppur.
Zaangażował się w działalność polityczną w ramach Partii Postępu. W 2009 po raz pierwszy wybrany do Althingu, w 2013, 2016, 2017, 2021 i 2024 z powodzeniem ubiegał się o reelekcję.
Był wiceprzewodniczącym frakcji postępowców (2009–2013) i wiceprzewodniczącym parlamentu (2011–2013). W 2013 został wiceprzewodniczącym Partii Postępu. W tym samym roku objął stanowisko ministra rybołówstwa i rolnictwa, które zajmował do 2016. Do 2014 jednocześnie pełnił funkcję ministra środowiska i zasobów naturalnych.
W kwietniu 2016, w związku z dymisją premiera Sigmundura Davíða Gunnlaugssona z uwagi na aferę Panama Papers, został powołany na nowego premiera Islandii. Urząd ten zajmował do stycznia 2017, kiedy to po wyborach Partia Postępu przeszła do opozycji. Jeszcze w 2016 został wybrany na nowego przewodniczącego tego ugrupowania. W listopadzie tegoż roku powrócił w skład rządu, został wówczas ministrem transportu i administracji lokalnej w gabinecie Katrín Jakobsdóttir. W listopadzie 2021 w drugim rządzie dotychczasowej premier objął funkcję ministra infrastruktury. W kwietniu 2024 został natomiast ministrem finansów i gospodarki w rządzie Bjarniego Benediktssona. W październiku 2024 objął dodatkowo stanowisko ministra infrastruktury. W grudniu tegoż roku zakończył pełnienie funkcji rządowych.

## Odznaczenia
- Krzyż Wielki Orderu Sokoła Islandzkiego (Islandia, 2016)[10]